# Koerberiella
Koerberiella  Stein (koerberiella ) – rodzaj grzybów z rodziny krążniczkowatych (Lecideaceae). Ze względu na współżycie z glonami zaliczany jest do grupy porostów. W Polsce występuje jeden gatunek.

## Systematyka i nazewnictwo
Pozycja w klasyfikacji według Index Fungorum: Lecideaceae, Lecideales, Lecanoromycetidae, Lecanoromycetes, Pezizomycotina, Ascomycota, Fungi.
Synonimy nazwy naukowej: Lecanorella Frey, Perspicinora Riedl.
Nazwa polska według opracowania W. Fałtynowicza.

## Gniektóre gatunki
- Koerberiella johnsonii Motyka 1996
- Koerberiella wimmeriana (Körb.) Stein 1879 – koerberiella Wimmera

Nazwy naukowe na podstawie Index Fungorum. Uwzględniono tylko taksonyzweryfikowane. Nazwy polskie według checklist W. Fałtynowicza.